# عامه‌پسند
عامه‌پسند (به انگلیسی: Pulp) آخرین رمان کامل شاعر و نویسنده آمریکایی چارلز بوکوفسکی است. این کتاب در سال ۱۹۹۴میلادی و اندکی پیش از مرگش، در آمریکا منتشر شد.
بر خلاف آثار دیگر بوکوفسکی، این رمان از دیدگاه هنری چیناکسی نوشته نشده است. 
راوی این داستان، نیکی بلان(کارآگاه خصوصی) است که سعی می‌کند در مورد نویسنده کلاسیک فرانسوی سلین و گنجشک قرمز تحقیق کند. تحقیقات بلان، او را قدم به قدم در زندگی سطح پایین شهری فرو می‌برد، چیزی که در تمام نوشته‌های بوکوفسکی موضوعی طبیعی است.
این کتاب با دارا بودن رگه‌هایی از نوشته‌های علمی تخیلی و فوق طبیعی، توسط بوکوفسکی به «بد نوشتن» تقدیم شده‌است.
ترجمه فارسی کتاب توسط پیمان خاکسار انجام شده و توسط نشر چشمه منتشر شده‌است.
در آبان‌ماه سال ۱۳۹۷ این کتاب با عنوان «پالپ» با ترجمهٔ آرش یگانه توسط انتشارات چارلز بوکفسکی برای اولین بار در ایران بدون‌سانسور و حذفیات منتشر گردید.